# Evangelische Pfarrkirche Neunkirchen

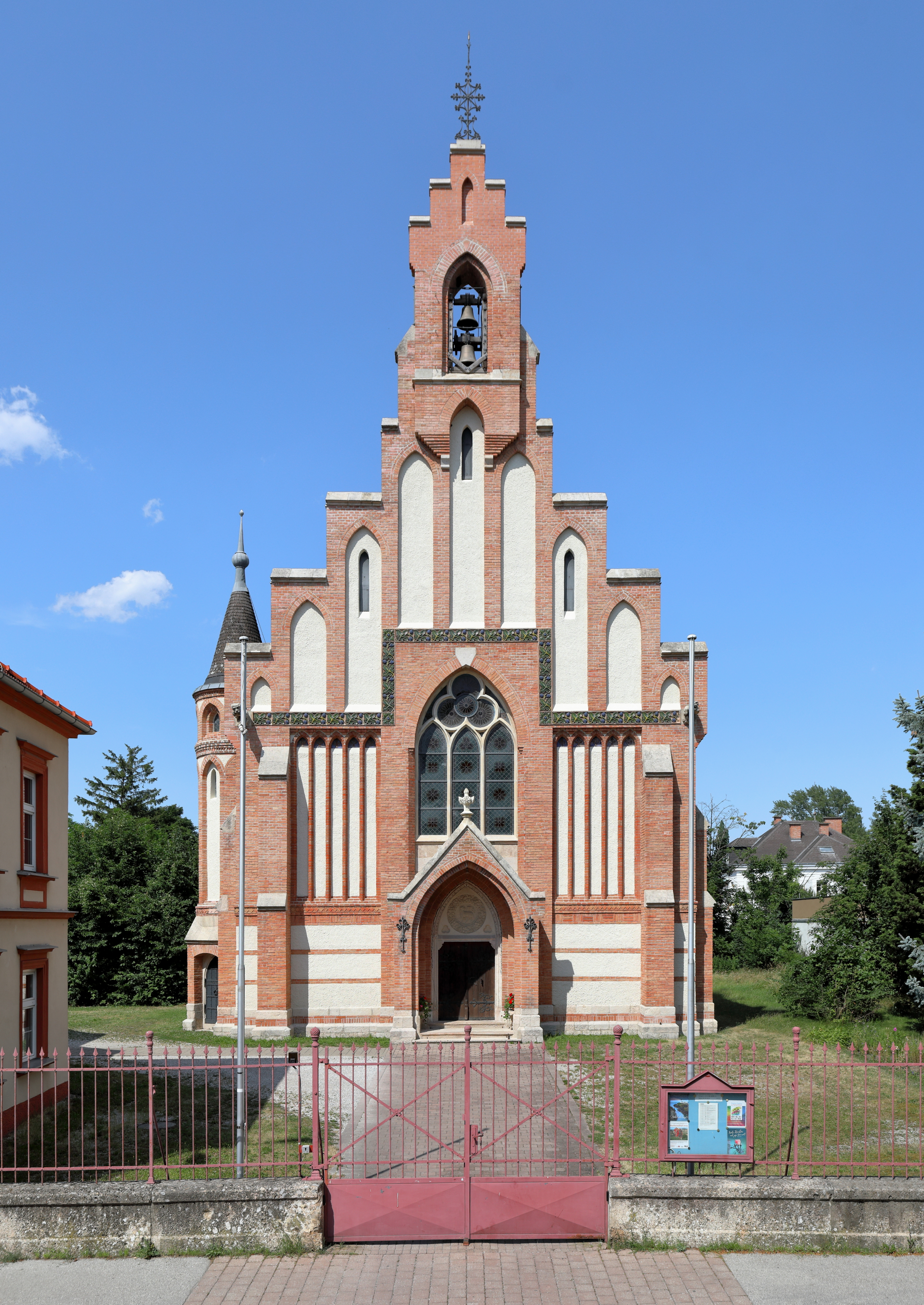
Evangelische Pfarrkirche Neunkirchen

Die Evangelische Pfarrkirche Neunkirchen ist ein Kirchengebäude der Evangelischen Kirche A. B. in der Stadt Neunkirchen in Niederösterreich in der Dr.-Stockhammer-Gasse 17. Die Kirche steht unter Denkmalschutz (Listeneintrag).

## Geschichte
Die evangelische Gemeinde wurde im Jahre 1861 als Tochtergemeinde der Pfarrgemeinde Wiener Neustadt gegründet und wurde im Jahre 1903 selbstständig. Die Pfarrgemeinde ist gemischt konfessionell: Sie akzeptiert neben Angehörigen ihrer Heimatkirche, der Evangelischen Kirche A. B., auch Angehörige der Evangelischen Kirche H. B. als Mitglieder.

## Kirche
Der neugotische Backsteinbau mit originaler Einrichtung wurde im Jahre 1862 nach den Plänen des Architekten Hans Petschnig errichtet. Von 1911 bis 1912 wurde der Altarraum abgemauert und die Kanzel versetzt. Der hohe weite Saalbau unter einem Satteldach mit niedrigem Chor wird westlich und östlich von einem Treppen-Glocken-Giebel überragt. Das Spitzbogenportal mit Vorhalle zeigt im Tympanon ein Relief Lamm Gottes. Das Innere ist ein schlichter steinsichtiger Raum mit offener hölzerner Dachkonstruktion über Blendarkaden und Reliefkonsole. Die Orgelempore über Rundstützen ist aus Holz. Die Orgel aus dem Jahre 1862 ist von Carl Hesse. Die einheitlich neugotische Einrichtung umfasst die Kirchenbänke, Opferstöcke, die Kanzel mit Brüstungsreliefs der vier Evangelisten und ein Taufbecken aus Marmor mit Messingaufsatz.
Im Jahr 2008 erhielt die Kirche zwei neue Glocken aus der Glockengießerei Grassmayr. Die kleinere Glocke des alten Geläutes befindet sich seither im Stadtmuseum.

## Pfarrhaus

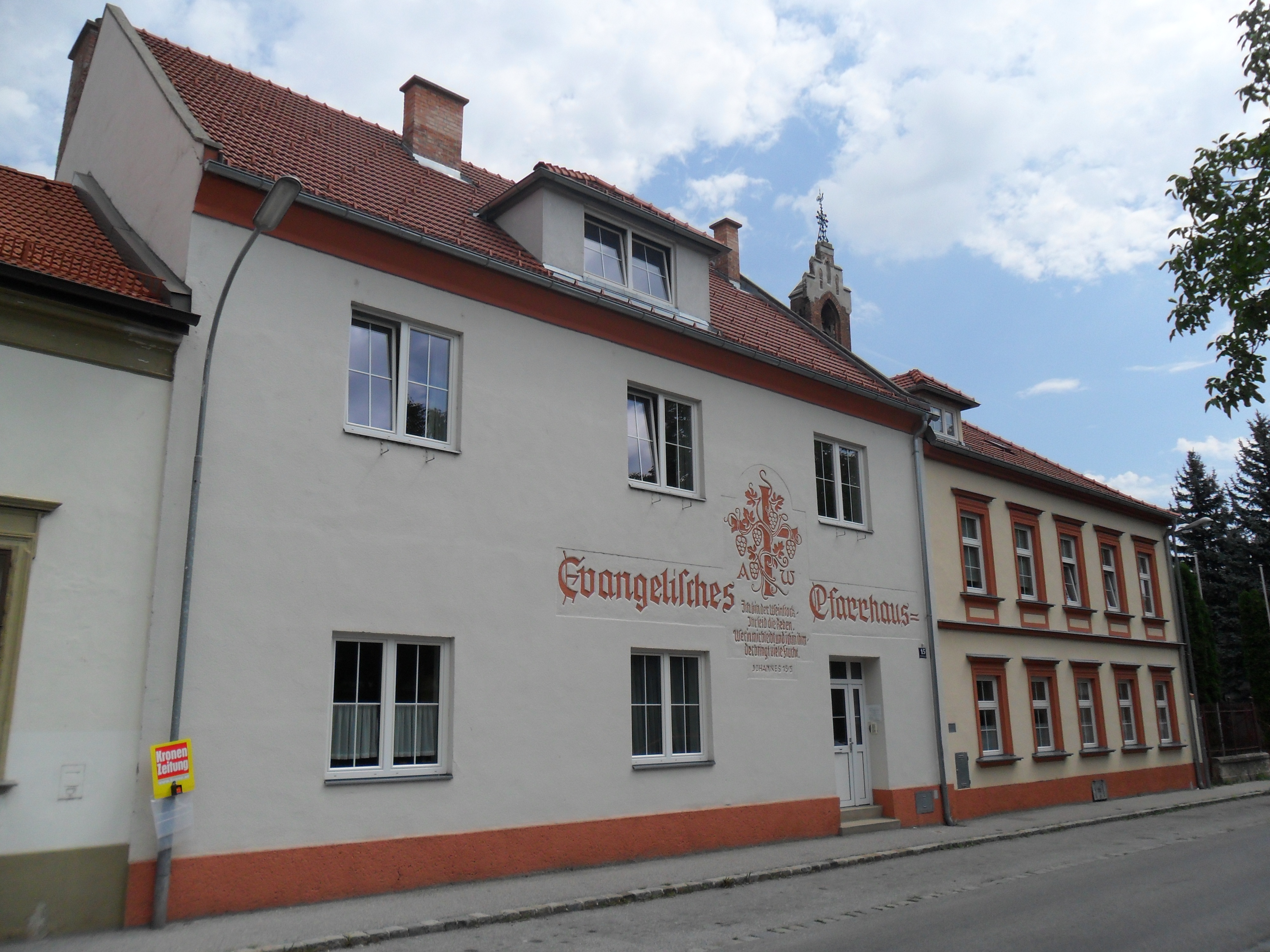
Evangelisches Pfarrhaus

Das Pfarrhaus in der Dr.-Stockhammer-Gasse 15–17 ist ein zweigeschoßiger traufständiger Bau aus dem Jahre 1862. Das Pfarrhaus steht wie die Pfarrkirche unter Denkmalschutz (Listeneintrag).